# Soleil de plomb
Pour plus de détails, voir Fiche technique et Distribution.
Soleil de plomb (en croate : Zvizdan) est un film dramatique croate réalisé par Dalibor Matanić et sorti en 2015.
Le film est sélectionné comme entrée croate pour l'Oscar du meilleur film en langue étrangère pour la 88e cérémonie des Oscars, en 2016, mais n'est pas retenu dans la sélection finale.

## Synopsis
Trois histoires d'amour différentes se déroulant à trois époques différentes, 1991, 2001 et 2011, dans deux villages des Balkans où règne la haine inter-ethnique

## Fiche technique
- Distributeur : K-Films Amérique (Québec)
- Date de sortie :  Québec 22 janvier 2016

## Distribution
- Tihana Lazović : Jelena / Natasa / Marija
- Goran Markovic : Ivan / Ante / Luka
- Nives Ivankovic : Jelenina / Natasina majka
- Dado Cosic : Sasa
- Stipe Radoja : Bozo / Ivno
- Trpimir Jurkic : Ivanov / Lukin otac
- Mira Banjac : Ivanova baba
- Slavko Sobin : Mane / Dino
- Lukrecija Tudor : Dinka
- Tara Rosandic : Petra
- Ksenija Marinkovic : Lukina majka

## Récompenses et distinctions
- Grand Prix du Jury du Festival international War on Screen 2015